# 사쿠라이 마코토
사쿠라이 마코토(일본어: 桜井 誠, 1972년 2월 15일~) 또는 본명 다카타 마코토(일본어: 高田 誠)는 일본 후쿠오카현 기타큐슈시 야하타니시구 출신의 일본의 극우 성향의 활동가, 현 일본제일당 대표이다.

## 경력
한국어-일본어 번역게시판 등지에서 한국인에 대한 부정적인 글들을 쓰는 것을 시작으로, Doronpa(度論破)라는 가명으로 활동하며 혐한 블로그 및 사이트를 운영하였다. 이후 소위 넷우익들을 중심으로 명성을 얻기 시작하며 오프라인에서도 수 종류의 혐한단체에 가입하거나 스스로 재일 특권을 용납하지 않는 시민 모임(재특회) 등의 단체를 창단하는 등의 활동을 하기 시작하였다. 재특회의 전신격 단체이며 현재는 휴회 상태인 동아시아역사문제연구소의 회장직을 맡았고, 니시무라 슈헤이의 일본주권회복을 도모하는 모임의 가두시위에도 모습을 드러낸 바 있다. 이외에도 "원자력발전소의 불을 꺼지지 않게 하는 국민 회의"(原発の火を消させない国民会議)를 조직하여 원자력 발전소의 감축에 반대하는 활동을 하기도 하였다. 현재 사쿠라이는 재특회의 회장직은 맡고 있지 않으나 관련 활동은 지속하고 있다.
사쿠라이 마코토는 본명이 아니며, 이전에 인터넷상에서는 기무라 마코토(일본어: 木村 誠) 등의 여러 가명을 쓰기도 하였다. 혐한 활동 이외 별도의 직업을 가지고 있는 것으로 알려졌다. 보통 거리에서 혐한 활동을 하는 전통적인 가두 혐한과 온라인에서 혐한 활동을 하는 혐한이 나뉘는 데 비하여 사쿠라이 마코토는 온라인상에서 혐한활동을 하다가 오프라인상의 혐한 활동으로 확장된 경우이다.
2016년 8월 29일, 사쿠라이는 정치단체 "도정(都政, 도쿄 도의 정치)를 국민의 손에 되돌리는 모임"을 개칭하여 일본제일당(日本第一党)을 창당하였다고 트위터 상에 발표하였다.

## 학력
- 후쿠오카 현립 나카마 고등학교 보통과 졸업[2]

## 저서
- 《嫌韓流実践ハンドブック　反日妄言撃退マニュアル（2005年、晋遊舎)》혐한류 실천핸드북 반일망언 격퇴매뉴얼
- 《嫌韓流実戦ハンドブック2　反日妄言半島炎上編》혐한류실전핸드북2 반일망언 반도염상편

## 역대 선거 결과
|  | 1.74% |

|  | 2.92% |

## 같이 보기
- 사회 운동
- 내셔널리즘
- 혐한
- 일본의 우익 단체
- 혐한류 - 야마노 샤린
- 이시하라 신타로
  - 일수회(잇스이카이)
- 니시무라 슈헤이
- 일본문화채널 사쿠라
- 난징의 진실
- 미즈노 슌페이
- 토니 마라노(Tony Marano) - 텍사스 주에 거주하는 미국인으로, 반한, 친일 성향의 영상들을 업로드하는 등의 활동으로 일본 넷우익들의 지지를 받고 있다.
  - 후지키 슌이치(藤木　俊一) - 토니 마라노 일본사무국장겸 후원조직 우익인사